# Élections générales ténoises de 2007
Les élections générales ténoises de 2007, les 21e de l'histoire des Territoires du Nord-Ouest, ont lieu le 1er octobre 2007 afin d'y élire les dix-neuf députés qui composent l'Assemblée législative via un scrutin uninominal majoritaire à un tour.
Les élections sont déclenchées le 3 septembre 2007. Il s'agit du premier exercice électoral dans l'histoire des Territoires du Nord-Ouest à se dérouler selon un calendrier d'élections à date fixe. 
Le territoire est gouverné selon un système de gouvernement de consensus sans parti politique. Le premier ministre est choisi par et parmi les députés de l'Assemblée législative.
La liste finale des candidats est publiée le 7 septembre 2007. Trois candidats sortants sont élus par acclamation. Quatre autres députés de premier plan annoncent ne pas se représenter, dont le premier ministre Joe Handley représentant Weledeh, le doyen de l'Assemblée législative Charles Dent représentant Frame Lake, le ministre Brenden Bell et le membre privé Bill Braden, frère de l'ancien premier ministre George Braden représentant Grand Esclave.
Le taux de participation est de 67 %, soit 13 025 voix exprimées sur un total de 20 232 électeurs inscrits.

## Parti des Territoires du Nord-Ouest
Lors des élections précédentes, des partis politiques sont apparus en prétendant présenter des listes de candidats. Le candidat de Yellowknife-Centre, Bryan Sutherland, prétendait diriger le Parti des Territoires du Nord-Ouest (en anglais : NWT Party), mais était le seul candidat à cette élection représentant le parti. Sutherland déclare que, élu ou non, il ferait pression pour que le parti soit officiellement enregistré. Les Territoires du Nord-Ouest n'ont aucune loi reconnaissant ou validant les partis politiques au niveau territorial. Sutherland est vaincu, terminant quatrième dans sa circonscription, et ses prétentions ne virent pas le jour.

## Choix du premier ministre
Le 17 octobre 2007, le député provincial d'Inuvik Boot Lake, Floyd Roland, est élu onzième premier ministre du territoire par l'Assemblée législative, après concouru contre le député de Thebacha, Michael Miltenberger. À la suite de son élection comme premier ministre, Roland promet de pousser le gouvernement du Canada à donner aux Territoires du Nord-Ouest des pouvoirs de type provincial dont jouissent d'autres juridictions au pays. 

## Résumé des élections
| Résumé                  | Candidats               | Candidats               | Voix              | Voix              |
| ----------------------- | ----------------------- | ----------------------- | ----------------- | ----------------- |
| Résumé                  | Sortant                 | Nouveau                 | Nombre            | %                 |
| Élus                    | 10                      | 6                       | 6 992             | 54,14             |
| Élus par acclamation    | 3                       | 0                       |                   |                   |
| Défaits                 | 2                       | 34                      | 5 922             | 45,86             |
| Total                   | 55                      | 55                      | 12 914            | 100               |
| Taux de participation % | Taux de participation % | Taux de participation % | Bulletins rejetés | Bulletins rejetés |

## Résultats
| Circonscription    | Élu                      | 2e place              | 3e place                 | 4e place               | 5e place       | 6e place             |
| ------------------ | ------------------------ | --------------------- | ------------------------ | ---------------------- | -------------- | -------------------- |
| Deh Cho            | Michael McLeod           |                       |                          |                        |                |                      |
| Frame Lake         | Wendy Bisaro 389         | Chris Johnson 162     | Jeff Groenewegen 137     |                        |                |                      |
| Great Slave        | Glen Abernethy 336       | Doug Ritchie 206      | Christophe Hunt 103      | Beaton Mackenzie 101   | Marc Bogan 21  |                      |
| Hay River Nord     | Paul Delorey 514         | Vince McKay 329       |                          |                        |                |                      |
| Hay River Sud      | Jane Groenewegen 423     | Marc Miltenberger 384 | Greg McMeekin 10         |                        |                |                      |
| Inuvik Boot Lake   | Floyd Roland             |                       |                          |                        |                |                      |
| Inuvik Twin Lakes  | Robert C. McLeod 306     | Denise Kurzewski 261  |                          |                        |                |                      |
| Kam Lake           | Dave Ramsay 489          | Brad Enge 118         |                          |                        |                |                      |
| Mackenzie Delta    | David Krutko 303         | Mary Joanne Clark 164 | Donald Robert 132        |                        |                |                      |
| Monfwi             | Jackson Lafferty 579     | Henry Zoe 495         |                          |                        |                |                      |
| Nahendeh           | Kevin A. Menicoche 549   | Arnold Hope 203       | Bob Hanna 71             | Keyna Norwegian 70     |                |                      |
| Nunakput           | Jackie Jacobson 266      | Vince J. Teddy 150    | Eddie Dillon 142         | Calvin P. Pokiak 74    |                |                      |
| Range Lake         | Sandy Lee 564            | Ashley Geraghty 210   |                          |                        |                |                      |
| Sahtu              | Norman Yakeleya          |                       |                          |                        |                |                      |
| Thebacha           | Michael Miltenberger 531 | Peter Martselos 444   | Jeannie Marie-Jewell 197 |                        |                |                      |
| Tu Nedhe           | Tom Beaulieu 252         | Steve Ellis 175       | Raymond Simon 26         | Bobby J. Villeneuve 12 | André Butler 6 | James W. McPherson 6 |
| Weledeh            | Bob Bromley 522          | Andy Wong 409         | Jonas Sangris 244        | Carol Morin 34         |                |                      |
| Yellowknife-Centre | Robert Hawkins 430       | Sue Glowach 258       | Ben McDonald 204         | Bryan Sutherland 29    |                |                      |
| Yellowknife-Sud    | Bob McLeod 539           | Amy Hacala 278        | Garett Cochrane 57       |                        |                |                      |